# Guillaume Elmont
Guillaume Elmont, né le 10 août 1981 à Rotterdam, est un judoka néerlandais évoluant dans la catégorie des moins de 81 kg. Guillaume Elmont est fils d'un ancien judoka, Ricardo Elmont, qui avait participé aux Jeux olympiques de 1976 à Montréal. Son jeune frère, Dex, pratique également le judo, d'abord dans la catégorie des moins de 66 kg puis dans celle des moins de 73 kg.
Guillaume Elmont se révèle au niveau junior en remportant un titre européen en 2000 à Nicosie. Durant les années suivantes, le Néerlandais multiplie les places d'honneur dans les grands championnats s'illustrant principalement en coupe du monde où il remporte plusieurs victoires. Qualifié pour les Jeux olympiques d'Athènes en 2004, le judoka ne brille pas puisqu'il est éliminé dès le premier tour. L'année suivante, Elmont obtient un surprenant sacre lors des Championnats du monde. Qualifié pour la finale, il bat l'Algérien Abderrahmane Benamadi et obtient sa première médaille d'or dans une compétition majeure. En 2006 et 2007, le judoka obtient ses deux premiers podiums européens confirmant ainsi son titre de champion du monde.

## Palmarès

### Jeux olympiques
- Jeux olympiques de 2004 à Athènes (Grèce) :
  - Non classé dans la catégorie des -81 kg (éliminé au 1er tour du tableau principal, non repêché).

### Championnats du monde
- Championnats du monde 2005 au Caire (Égypte) :
  -  Médaille d'or dans la catégorie des moins de 81 kg (poids mi-moyens).

- Championnats du monde 2007 à Rio de Janeiro (Brésil) :
  -  Médaille de bronze dans la catégorie des moins de 81 kg (poids mi-moyens).

### Championnats d'Europe
| Catégorie / Année              | 2002 | 2005 | 2006 | 2007 | 2008 | 2010 | 2015 |
| ------------------------------ | ---- | ---- | ---- | ---- | ---- | ---- | ---- |
| Moins de 81 kg Poids mi-moyens | 7e   | 5e   | 3e   | 3e   | 2e   | 3e   |      |
| Moins de 90 kg Poids moyens    |      |      |      |      |      |      | 3e   |

### Divers
Juniors :
- Champion d'Europe junior en 2000 à Nicosie.

Tournois :
- Tournoi de Paris :

2 victoires en 2005 et 2007.